# 암리차르 학살
암리차르 학살(Amritsar massacre)은 1919년 4월 13일 롤래트 법과 독립운동가 체포에 항의하기 위해 펀자브 암리차르에 있는 잘리안왈라 바그 공원에 모인 시위대에 인도 영국군이 발포한 사건이다. 사건이 일어난 공원의 이름을 따서 잘리안왈라 바그 학살(Jallianwala Bagh massacre)이라고도 불린다. 사망자는 379명에서 1500명 이상으로 추정된다. 1,200명 이상의 부상자가 발생했으며 그 중 192명은 중상을 입었다. 아시아 최초의 노벨상 수상자인 라빈드라나트 타고르는 이 사건의 충격으로 영국 기사 작위를 포기했다.

## 같이 보기
- 피의 일요일 (1920년)